# Hartmann III. von Werdenberg-Sargans

Das Wappen der Grafen von Werdenberg-Sargans

Hartmann III. von Werdenberg-Sargans (* um 1305; † 27. August 1354) war ein Graf aus dem Geschlecht Werdenberg, einer Adelsfamilie im Alpenrheintal. Er gilt als der erste Graf von Vaduz.

## Leben
Hartmann III. von Werdenberg-Sargans war ein Sohn von Rudolf II. von Werdenberg-Sargans und einer namentlich nicht bekannten Tochter von Egilolfs, einem Freiherr von Aspermont. Er hatte einen Stiefbruder Rudolf IV. von Werdenberg-Sargans von Rudolf II. erster Frau, einer Adelheid von Burgau. Am 3. Mai 1342 unterschrieben die beiden Brüder im Schloss Sargans eine Urkunde zur Landesteilung. Rudolf IV. wurden die linksrheinischen Gebiete in der heutigen Schweiz zugesprochen, während Hartmann III. die rechtsrheinischen Gebiete bis zum Fluss Landquart zugesprochen bekam. Schon 1337 hatte Hartmann III. nach der Heirat seines Stiefbruders auf seine Rechte auf das Gebiet Sargans verzichtet. Dieser Vertrag gilt als die Entstehung der Grafschaft Vaduz, aus der später das Fürstentum Liechtenstein entstand. Der Rhein als Grenze zwischen Liechtenstein und der Schweiz besteht bis zum heutigen Tag.
1348 trat er gemeinsam mit seinem Schwiegervater Rudolf IV. von Montfort-Feldkirch in die Dienste des Grafen von Tirol und kämpfte 1351 und 1354 auf Österreichischer Seite um Zürich.
Hartmann III. war mit Agnes von Montfort-Feldkirch verheiratet. Er hatte drei Söhne: Hartmann IV. von Werdenberg-Sargans, Heinrich V. von Werdenberg-Sargans, Rudolf VI. von Werdenberg-Sargans. Nach seinem Tod übernahm sein Stiefbruder Rudolf IV. die Herrschaft über Vaduz, da seine Kinder noch nicht volljährig waren.